# Holland (Iowa)
Holland és una població dels Estats Units a l'estat d'Iowa. Segons el cens del 2000 tenia 250 habitants.

## Demografia
Segons el cens del 2000, Holland tenia 250 habitants, 105 habitatges, i 76 famílies. La densitat de població era de 386,1 habitants/km².
Dels 105 habitatges en un 30,5% hi vivien nens de menys de 18 anys, en un 68,6% hi vivien parelles casades, en un 3,8% dones solteres, i en un 27,6% no eren unitats familiars. En el 25,7% dels habitatges hi vivien persones soles el 17,1% de les quals corresponia a persones de 65 anys o més que vivien soles. El nombre mitjà de persones vivint en cada habitatge era de 2,38 i el nombre mitjà de persones que vivien en cada família era de 2,87.
Per edats la població es repartia de la següent manera: un 23,2% tenia menys de 18 anys, un 4,4% entre 18 i 24, un 27,6% entre 25 i 44, un 20% de 45 a 60 i un 24,8% 65 anys o més.
L'edat mediana era de 41 anys. Per cada 100 dones de 18 o més anys hi havia 84,6 homes.
La renda mediana per habitatge era de 34.886 $ i la renda mediana per família de 38.125 $. Els homes tenien una renda mediana de 29.375 $ mentre que les dones 20.250 $. La renda per capita de la població era de 15.370 $. Entorn del 7,5% de les famílies i el 6,3% de la població estaven per davall del llindar de pobresa.

## Poblacions més properes
El següent diagrama mostra les poblacions més properes.